# Antonio Djakovic
Antonio Djakovic (Frauenfeld, 8 oktober 2002) is een Zwitsers zwemmer.

## Carrière
In 2017 nam hij deel aan het Europees kampioenschap voor junioren in Netanya en aan het Olympisch Jeugdfestival in Győr, op dat laatste behaalde hij twee bronzen medailles. Hij nam aan het eind van dat jaar deel aan het EK kortebaan waar hij niet doorheen de voorrondes geraakte. In 2018 nam hij deel aan het EK voor junioren in Helsinki waar hij twee finales haalde. Later het jaar nam hij deel aan de Olympische Jeugdspelen in Buenos Aires waar hij opnieuw twee finales haalde. In 2019 nam hij voor de derde keer deel aan het EK voor junioren ditmaal in Kazan, hij won een gouden en een bronzen medaille. Hij brak tevens tijdens het toernooi het Zwitsers record op de 400m vrije slag van Dominik Meichtry. Datzelfde jaar nam hij ook deel aan het WK langebaan in Gwangju, waar hij 20e werd op de 400m vrije slag en voor de rest deel uitmaakte van de estafetteploeg.
In 2021 volgde de doorbraak naar de top met deelname aan de Olympische Zomerspelen waar hij 11e werd op de 200m vrije slag en negende op de 400m vrije slag. Er werd ook een finale gehaald met de Zwitserse estafetteploeg. Daarnaast was hij de jongste Zwitserse deelnemer aan de Olympische Spelen. Op het WK kortebaan van dat jaar behaalde hij brons op de 400m vrije slag, een zesde plaats op de 200m vrije slag en twee finales met de estafetteploeg. Op het EK langebaan haalde hij driemaal een zesde plaats, twee keer individueel en een keer met de Zwitserse ploeg. Hij verbeterde het Zwitser record op de 400m vrije slag nogmaals. Op het WK langebaan in 2022 werd hij elfde op de 200m vrije slag en tiende op de 400m vrije slag.

## Internationale toernooien
| Jaar | Olympische Spelen                                                                   | WK langebaan | WK kortebaan                                                                        | EK langebaan | EK kortebaan                                                                     |
| ---- | ----------------------------------------------------------------------------------- | --- | ----------------------------------------------------------------------------------- | --- | -------------------------------------------------------------------------------- |
| 2017 |                                                                                     | geen deelname |                                                                                     | | 71e 100m vrije slag 28e 200m vrije slag 26e 400m vrije slag 18e 4x50m vrije slag |
| 2018 |                                                                                     | | geen deelname                                                                       | geen deelname |                                                                                  |
| 2019 |                                                                                     | 20e 400m vrije slag 19e 4x100m vrije slag 12e 4x200m vrije slag 11e 4x100m vrije slag gemengd 13e 4x100m wisselslag gemengd |                                                                                     | | geen deelname                                                                    |
| 2020 | Geen toernooien vanwege de coronapandemie                                           | Geen toernooien vanwege de coronapandemie                                                                                   | Geen toernooien vanwege de coronapandemie                                           | Geen toernooien vanwege de coronapandemie                                                                                  | Geen toernooien vanwege de coronapandemie                                        |
| 2021 | 11e 200m vrije slag 9e 400m vrije slag 14e 4x100m vrije slag 6e 4x200m vrije slag   | | 6e 200m vrije slag · 400m vrije slag · 8e 4x50m vrije slag · 7e 4x100m vrije slag · | 13e 100m vrije slag 6e 200m vrije slag 6e 400m vrije slag 6e 4x100m vrije slag DSQ 4x200m vrije slag DSQ 4x100m wisselslag | geen deelname                                                                    |
| 2022 |                                                                                     | 11e 200m vrije slag 10e 400m vrije slag                                                                                     | 10e 200m vrije slag 5e 400m vrije slag                                              | 200m vrije slag · 400m vrije slag · 4e 4x200m vrije slag                                                                   |                                                                                  |
| 2023 |                                                                                     | 14e 200m vrije slag 6e 400m vrije slag 14e 4x200m vrije slag 15e 4x100m wisselslag                                          |                                                                                     | | 7e 200m vrije slag 4e 400m vrije slag                                            |
| 2024 | 17e 200m vrije slag 23e 400m vrije slag 16e 4x200m vrije slag 15e 4x100m wisselslag | 25e 200m vrije slag 15e 400m vrije slag                                                                                     | 33e 200m vrije slag 18e 400m vrije slag                                             | 31e 100m vrije slag · 200m vrije slag · 400m vrije slag                                                                    |                                                                                  |
| 2025 |                                                                                     | 27e 200m vrije slag 24e 400m vrije slag                                                                                     |                                                                                     | | ?                                                                                |